# Acetaat

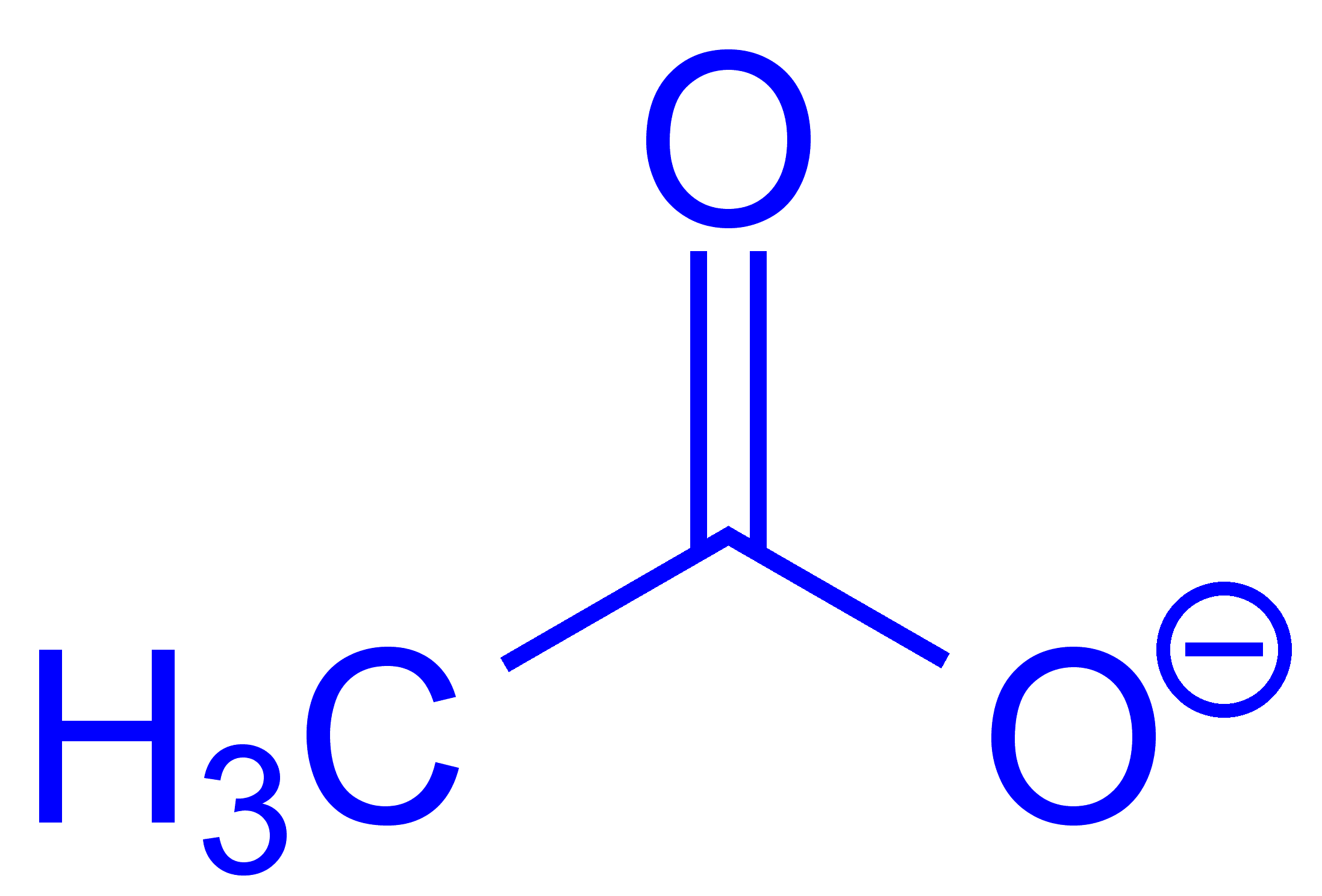
Acetaat-anion

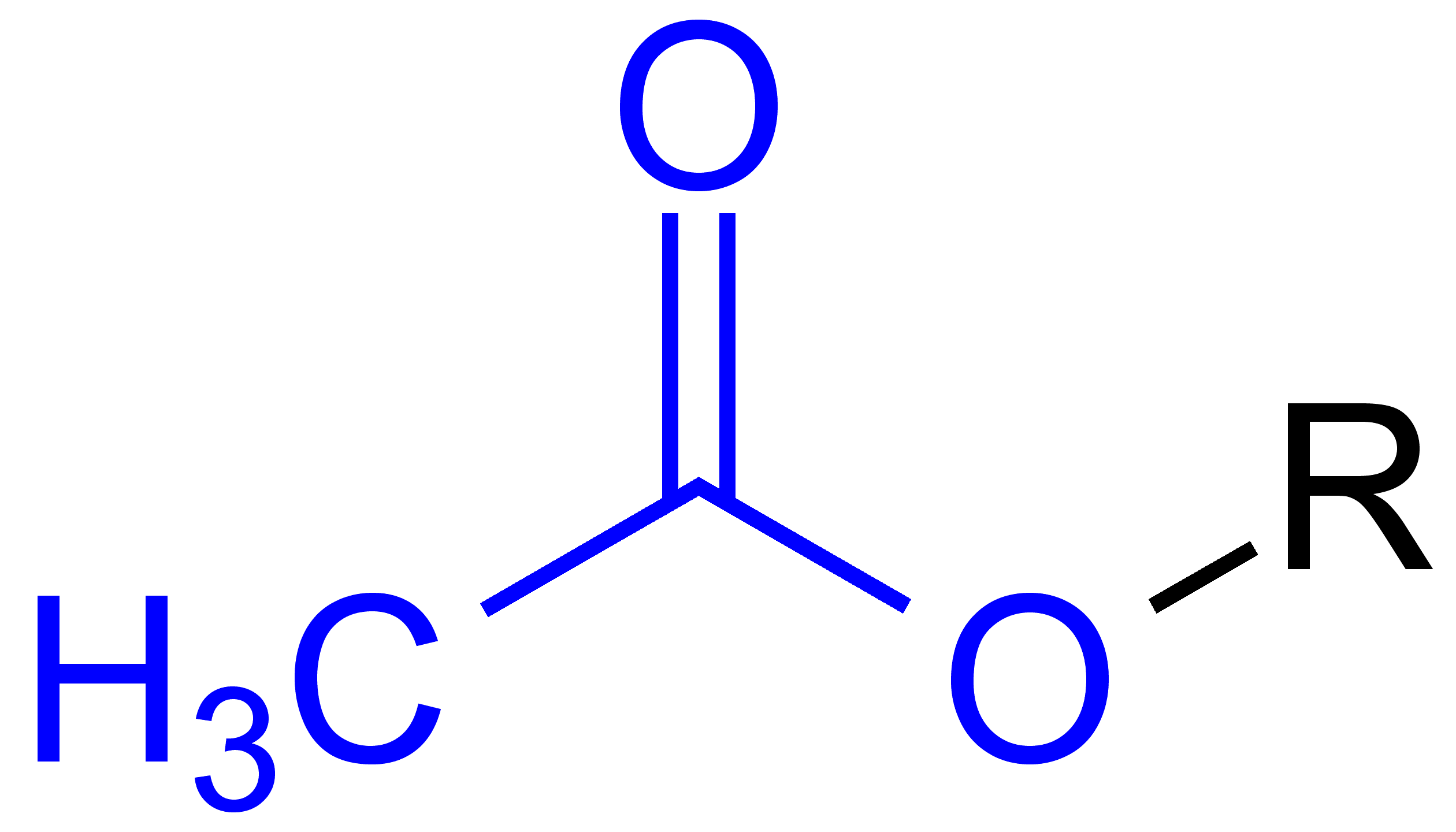
Acetaatester

Acetaat is de triviale naam voor het anion of ester van azijnzuur. De term acetaat wordt daarom gebruikt in de gebruiksnamen van zouten en esters die afgeleid zijn van de ethanoaatgroep. De systematische naam voor zowel het acetaation als de acetaat-groep heeft als formule {\displaystyle {\ce {CH3COO^-}}}.
Het acetaat-anion kan gezien worden als het zuurrestion van het zwakke zuur azijnzuur ({\displaystyle {\ce {CH3COOH}}}). Verbindingen van azijnzuur vormen een belangrijke groep organische stoffen die ook in de biochemie een belangrijke rol spelen.

## Naamgeving
In de analytische chemie wordt voor acetaat vaak {\displaystyle {\ce {Ac^-}}}  geschreven en voor azijnzuur {\displaystyle {\ce {HAc}}}.
Als functionele groep binnen de organische chemie wordt de acetaatgroep geschreven als AcO, azijnzuur wordt dan courant voorgesteld als HOAc. De afkorting Ac wordt dan voor de acetylgroep gebruikt.

## Toepassingen en eigenschappen
Normaliter kan met ethaanzuur of zijn anhydride heel gemakkelijk een esterverbinding gevormd worden met zowat elk denkbare primaire, secundaire en tertiaire alkanol. De esters hebben doorgaans een fruitachtige, aangename geur. 
Zouten van azijnzuur, zoals natriumacetaat, worden in het lab veel gebruikt als buffer. Dit omdat het ethanoaation als zuurrest van een zwak zuur, een zwakke base is. Tevens worden zij veel gebruikt in organische syntheses.

## Elektronische structuur
Het acetaation is een goed voorbeeld van de tekortkomingen van de Lewistheorie van de chemische binding. De Lewisstructuur zou het vermoeden doen wekken dat er sprake is van twee C-O-bindingen van ongelijke lengte. De dubbele koolstof-zuurstofbinding zou korter moeten zijn dan de enkele C-O-binding. Dit is (meetbaar) niet het geval en een artefact van het feit dat de theorie elektronen nog geheel als deeltjes ziet. Deze deeltjes worden geacht gelokaliseerd te zijn ofwel op een enkel atoom ofwel als bindend paar tussen twee atomen. 
Een betere beschrijving die echter een beroep doet op het golfkarakter van elektronen stelt dat het tweede elektronenpaar van de dubbele koolstof-zuurstofbinding in werkelijkheid gedeeld wordt door de drie atomen. Een elektronenpaar van het zuurstofatoom wordt in werkelijkheid niet-bindend gedeeld door beide zuurstofatomen. Dit komt tot uiting bij het genereren van de resonantiestructuren:
Dit kan formeel ook worden samengevat in een structuur als:
Een dergelijke beschrijving middels moleculaire orbitalen resulteert een bindingsorde van 1,5 voor beide koolstof-zuurstofbindingen.